# Atherigona pilimana
Atherigona pilimana este o specie de muște din genul Atherigona, familia Muscidae, descrisă de Willi Hennig în anul 1952. Conform Catalogue of Life specia Atherigona pilimana nu are subspecii cunoscute.